# Абдрахманов, Халик Валиевич
Халик Валиевич Абдрахманов (тат. Халик Вәли улы Абдрахманов; 1905, а. Кугалы, Копальский уезд, Семиреченская область, Российская империя — 1952, СССР) — советский общественный и партийный деятель, депутат Верховного Совета Казахской ССР (1938—1947).

## Биография
Родился в 1905 году в ауле Кугалы Копальского уезда Семиреченской области Российской империи (ныне село Когалы в составе Кербулакского района Жетысуской области Казахстана), в семье крестьянина-бедняка (по другим данным — лавочника). По национальности татарин.
Работал с 6 лет по найму. С 1911 г. по 1914 г. письмовод. С 1914 г. по 1919 г. учился в начальных сельских школах: 3 года в русской и 2 года в татарской.
В 1920 году вступил в комсомол и проходил обучение на шестимесячных учительских курсах в Верном, после чего с ноября 1920 года работал учителем завучем аульных школ 1-й ступени. В 1923 году старший милиционер уездной милиции, затем ответственный секретарь волостного комитета ЛКСМ в Кугалах.
С января 1924 г. заведующий экономико-правовым отделом уездного комитета РЛКСМ в с. Талды-Курган Джерысуйской губернии.
С 6 ноября 1924 года кандидат в члены РКП(б), а с октября 1926 г. член ВКП(б).
С мая 1925 г. ответственный секретарь Алма-Атинского горкома ВЛКСМ. С января 1927 г. ответственный секретарь горкома ВЛКСМ в г. Джаркент Алма-Атинской области Казахской АССР. С 1926 года член ВКП(б). С февраля по июнь 1928 г. ответственный секретарь Алма-Атинского уездного комитета ВЛКСМ. С июня 1928 г. заведующий отделом агитации и пропаганды Кастекского райкома ВКП(б) в с. Узун-Агач Алма-Атинской области. С февраля по июль 1929 г. заведующий отделом агитации и пропаганды Алма Атинского окружкома ВЛКСМ.
С июля 1929 г. слушатель курсов водхоза в Ташкенте.
С января 1930 г. заведующий культмассовым отделом Казахского совета промысловой кооперации (Казпромсовет). С июня по ноябрь 1931 г. председатель правления межрайпромсоюза, с ноября 1931 г. председатель райхлебживсоюза Талды-Курганского района Алма-Атинской области. С мая 1932 г. учился в Алма-Ате и работал председателем правления облпромсоюза. С декабря 1932 г. заместитель председателя правления областного союза тяжёлой промышленности (облтяжпромсоюза).
С апреля по июнь 1933 г. заведующий организационно-инструкторского отдела областного суда. С июня 1933 г. инструктор по информации Казахского крайкома ВКП(б). В сентябре 1934 г. — феврале 1938 г. слушатель Института марксизма-ленинизма в Алма-Ате.
С февраля по май 1938 г. 2-й секретарь Оргбюро КП(б) Казахстана по Кзыл-Ордынской области.
Избирался депутатом Верховного Совета Казахской ССР I созыва (1938—1947) от Казалинского сельского избирательного округа № 98 Кзыл-Ординской области. Делегат XVIII-го съезда ВКП(б), который проходил в Москве 10—21 марта 1939 года.
С июня 1938 г. по февраль 1940 1-й секретарь Кзыл-Ордынского обкома КП(б) Казахстана.
С апреля 1940 г. работал в Алма-Ате на хозяйственной работе: заместитель народного комиссара коммунального хозяйства (наркомхоз) Казахской ССР. С октября 1941 г. уполномоченный по эвакуации Управления по эвакуации при СНК Казахской ССР. С мая 1942 г. заместитель председателя президента Казахского совета промысловой кооперации. Получил выговор 9 января 1943 г. от Алма-Атинского обкома КП(б) Казахстана за утерю партбилета. После чего начальник Главного управления промышленности строительных материалов при СНК Казахской ССР.
С 1945 г. первый секретарь Советского райкома КП(б) Казахстана на станции Смирновская Северо-Казахстанской области. С 1946 г. директор Южно-Казахстанского треста животноводческих совхозов в Чимкенте. С 1947 г. директор каракулеводческого совхоза «Баиркум» в Южно-Казахстанской области. В 1948—1949 гг. слушатель курсов повышения квалификации директоров и заместителей директоров каракулеводческих и звероводческих совхозов при Московском пушно-меховом институте в г. Балашиха Московской области.
В 1949—1952 гг. директор овцесовхоза «Аксай» в Алма-Атинской области.
Умер в 1952 году. Похоронен на Центральном кладбище Алма-Аты.